# Phragmataecia parvipunctus
Phragmataecia parvipunctus is een vlinder uit de familie van de houtboorders (Cossidae). De wetenschappelijke naam van de soort werd voor het eerst geldig gepubliceerd in 1892 door Hampson als Cossus parvipunctus.